# Strzelce (Litwa)
Strzelce (lit. Šauliai) − wieś na Litwie, w gminie rejonowej Soleczniki, 2 km na północ od Butrymańców, zamieszkana przez 98 ludzi. Przed II wojną światową w Polsce, w powiecie lidzkim województwa nowogródzkiego.